# Аграмов Михайло Васильович
Михайло Васильович Агра́мов (справжне прізвище — Аврамов; нар. близько 1835 — пом. 4 квітня 1893, Севастополь) — російський театральний актор і реживер.

## Біографія
Народився близько 1835 року. У 1861 році, залишивши військову службу, дебютував у Александринському театрі у Санкт-Петербурзі. З початку 1870-х років працював у провінції як актор, потім і як режисер, зокрема у 1882—1883 роках — у Харкові у трупі Миколи Дюкова, у 1884 році — в опереті саду «Тіволі»; у 1885—1887 і в 1889—1890 роках — режисер театру Корша в Москві, де у 1886 році поставив виставу «Лихо з розуму» Олександра Грибоєдова; у 1892—1893 роках — в антрепризі Івана Грекова в Одесі, де поставив вистави «Іванов» Антона Чехова, «Розбійники» Фрідріха Шиллера, «Доктор Штокман» і «Нора» Генріка Ібсена. Помер в Севастополі 4 квітня 1893 року.